# Episodi di Cuori (seconda stagione)
La seconda stagione della serie televisiva italiana Cuori, composta da 12 episodi, viene trasmessa in prima visione su Rai 1 dal 1º ottobre al 5 novembre 2023, con due episodi alla volta per sei prime serate. I primi due episodi sono stati pubblicati in anteprima su RaiPlay alla fine di settembre.
| nº | Titolo                               | Prima TV        |
| -- | ------------------------------------ | --------------- |
| 1  | Il mestiere di vivere                | 1º ottobre 2023 |
| 2  | Più forte di tutto                   | 1º ottobre 2023 |
| 3  | Non si può chiudere del tutto        | 8 ottobre 2023  |
| 4  | La fortuna non esiste                | 8 ottobre 2023  |
| 5  | Quattro centimetri d'invidia         | 15 ottobre 2023 |
| 6  | L'ora della verità                   | 15 ottobre 2023 |
| 7  | Un lampo nel cuore                   | 22 ottobre 2023 |
| 8  | Errare humanum est                   | 22 ottobre 2023 |
| 9  | Accettare il destino                 | 29 ottobre 2023 |
| 10 | Un fischio nella notte               | 29 ottobre 2023 |
| 11 | Il futuro non esiste che al presente | 5 novembre 2023 |
| 12 | Niente è impossibile                 | 5 novembre 2023 |

## Il mestiere di vivere
Torino, dicembre 1967. Cesare Corvara si sveglia in ospedale chiedendo a Delia perché non gli abbia raccontato di Alberto, e si sente male quando lei gli confessa di essere ancora innamorata del collega.
Subito dopo il funerale del padre di Delia, a Karen, la fidanzata di Alberto, si rompono le acque, e quindi viene accompagnata in ospedale dove poco dopo partorisce un bambino, a cui dà il nome Carlo. Enrico Mosca, intervistato dalla Rai sulla tecnica del trapianto, dichiara che non si è ancora pronti, dato che molti malati non sopravvivono. Passato diverso tempo, Corvara fa ritorno in ospedale, dove si trova faccia a faccia con Delia e Alberto, decidendo di evitarli. Sua figlia Virginia inizia il tirocinio nella stessa struttura sotto la guida di Fausto Alfieri, prossimo a sposarsi con Rosa Paluan. In ospedale prende servizio il radiologo Andrea Foschini, cugino di Ferruccio Bonomo. Una partoriente, Bruna Loi, muore sotto i ferri, e così in ospedale si presenta l'ispettore Marcello Giraudo, il quale inizia a fare domande a Delia. La donna, prima del rischioso intervento, aveva chiesto a Delia di occuparsi della bambina, poiché lei non aveva familiari e il compagno è un delinquente.
- Altri interpreti: ?.
- Ascolti: telespettatori 3 224 000 – share 19,2%[2].

## Più forte di tutto
Otto mesi prima. Cesare, accompagnato dalla figlia, sta per partire per Parigi dove si farà operare. Alberto cerca di convincerlo che potrà operarlo lui, ma è tutto inutile.
Oggi. Corvara, seppur demansionato e scalzato da Mosca, torna a lavorare in ospedale come se nulla fosse, e ottiene il sostegno di Beatrice Dattilo, sua vecchia fiamma, che, da moglie del direttore, lo aveva sempre sostenuto. La bambina della donna morta viene data in adozione da Mosca. Dopo uno svenimento dovuto agli elettroshock, viene ricoverata Luisa, sorella di Alberto. Per salvare un paziente critico, Alberto e Delia chiedono invano a Mosca di utilizzare il famoso cuore artificiale, che però sta per essere venduto a un ospedale di Zurigo, visto che il brevetto è nelle mani di una misteriosa signora che Corvara conosce bene: è suor Fiorenza, che si è firmata con il suo vero nome che nessuno conosce, ovvero Marilena Della Corte. L'ispettore Giraudo chiede a Delia se si sia palesato il padre della bambina, tale Walter Greppi, ritenuto violento dalla ex compagna, e contesta il fatto che la piccola sia stata data in adozione così in fretta. Mosca continua a seguire i lavori della sua clinica privata, e incontra di nuovo la sua ex amante Agata Vezzani, chiedendole di tornare a lavorare alle Molinette. Corvara intanto, con la complicità di suor Fiorenza, inizia a tramare contro Mosca. Alberto agisce di testa sua e, tenendo all’oscuro Mosca, usa il cuore artificiale, riuscendo così a salvare il paziente che altrimenti sarebbe morto. Tornato a casa, Alberto chiede a Karen di sposarlo.
- Altri interpreti: Giancarlo Previati (padre di Elvira).
- Ascolti: telespettatori 2 893 000 – share 20,9%[2].

## Non si può chiudere del tutto
Dieci mesi prima. Delia dice ad Alberto di aver raccontato della loro storia a Cesare, e lui le risponde che Karen è rimasta incinta e che non sa come proseguirà la loro storia.
Oggi. Corvara, tenendo all’oscuro Mosca, presenta alla stampa l’ecosonografo, un nuovo macchinario che serve a indagare difficili patologie cardiache, e che ha comprato lui all’estero. L’ex primario, perlustrando i sotterranei dell’ospedale insieme a Beatrice Dattilo, scopre che il rivale ha speso tanti soldi per ordinare dei macchinari che però non sono mai arrivati alle Molinette. Agata ha bisogno di soldi, e quindi accetta la proposta di Mosca di tornare a lavorare in ospedale, ma quando lo scopre la moglie del primario, fa una scenata in reparto davanti a tutti. Alberto chiede sostegno al figlio di Tosi, Riccardo, per il pacemaker di cui avrebbe bisogno anche sua sorella Luisa, la quale è ancora ricoverata, ma il ragazzo dice che suo padre non vuole più avere a che fare con il loro ospedale. Il barelliere Bino, che non sopporta Mosca, inizia a frequentare un sindacato. Delia inizia ad entrare in confidenza con l’ispettore Marcello Giraudo, che sta portando avanti l’indagine sulla bambina finita in orfanotrofio.
- Altri interpreti: ?.
- Ascolti: telespettatori 3 032 000 – share 17,2%[3].

## La fortuna non esiste
Cinque mesi prima. Il padre di Delia è colpito da un ictus, e la ragazza riceve la solidarietà di Alberto.
Oggi. Delia fa visita al padre al cimitero accompagnato da Riccardo Tosi, il quale accetta di aiutare Alberto per il pacemaker. Corvara scopre che Mosca sta facendo i lavori per la sua clinica, e vi fa un sopralluogo con Beatrice. Alberto si imbatte in Helmut Becker, che si è fatto assumere come addetto alle pulizie, ma che in realtà è un brillante giovane dottore fuggito dalla Germania divisa. Il ragazzo ringrazia Virginia perché è stata lei a rivelare ad Alberto la sua vera identità, e la bacia. Fausto rompe il fidanzamento con Rosa perché capisce di essere ancora innamorato di Virginia. Cesare prova ad avere un approccio con Beatrice, ma la donna lo respinge. L’ispettore Marcello Giraudo inizia a corteggiare Delia facendo ingelosire Alberto, e una sera, al cinema, i due si baciano.
- Altri interpreti: ?.
- Ascolti: telespettatori 2 684 000 – share 19,3%[3].

## Quattro centimetri d'invidia
1954. Mosca corteggia la sua futura moglie Elvira andando a prenderla sotto la villa di famiglia. 
1968. Mosca ha premura di portare a termine i lavori della sua clinica privata. Alberto e Riccardo Tosi si vedono in fabbrica lavorando sul pacemaker. Marcello Giraudo cerca di convincere Delia a uscire nuovamente con lui. Alberto convince Mosca a promuovere in sala operatoria Helmut Becker, un vero talento che, dopo una difficoltà iniziale, sorprende tutti, risultando determinante per la salvezza di un paziente. Fausto si sente scalzato ed è geloso del rapporto che il tedesco ha con Virginia Corvara, essendo ancora innamorato di lei, e una mattina li sorprende a baciarsi. La piccola Anna inizia ad avere problemi in orfanotrofio e viene di nuovo ricoverata alle Molinette. Delia chiede a Cesare di visitarla. Alfieri commette errori in sala operatoria, e Alberto lo sostituisce con Helmut. Marcello Giraudo insiste con Delia, facendo ingelosire sempre di più Alberto, che è ancora innamorato di lei. La clinica di Mosca è quasi pronta, e il capo cantiere gli riferisce che Corvara ha curiosato parecchio; il primario anticipa il rivale facendo sparire le foto che aveva scattato con la Dattilo nella struttura. Inoltre, Mosca mette alle strette Corvara perché vuole mettere a pagamento l’esame dell’ecosonografo. Karen, grande amica di Elvira, cerca di farla ragionare, ma questa, accecata dalla gelosia, tenta di investire di proposito Agata, convinta che sia ancora l’amante del marito. Mosca scopre che suor Fiorenza è Marilena Della Corte, la misteriosa donna in possesso del brevetto del cuore artificiale. Alberto e Riccardo Tosi lavorano insieme al pacemaker. Delia dice a Marcello Giraudo di essere ancora innamorata di Alberto, ma il poliziotto non demorde. 
- Altri interpreti: ?.
- Ascolti: telespettatori 2 984 000 – share 15,2%[4].

## L'ora della verità
1938: Delia neonata viene battezzata; accanto a lei ci sono i suoi genitori, ma sembra che i due nascondano un segreto.
1968: Tosi senior vede Riccardo, suo figlio, e Alberto in fabbrica. Quest'ultimo è geloso di Marcello Giraudo e del suo rapporto con Delia. La piccola Anna deve essere operata per essere salvata, ma è ancora troppo piccola. Mosca minaccia Corvara di raccontare al consiglio che è stato lui a rubare il brevetto del cuore artificiale. Cesare, quindi, su suggerimento della Dattilo, decide di dire la verità a Tosi senior, il quale inizialmente si arrabbia con lui dicendo che a causa sua ha perso tanti soldi, ma poi si ammorbidisce chiedendogli consiglio sul progetto del pacemaker al quale stanno lavorando in gran segreto suo figlio Riccardo e Alberto. Mosca continua a ricevere minacce dagli operai per il fatto che deve operare il loro capo Dalmasso, ma lui non vuole perdere l’occasione di acquisire notorietà, e procede ugualmente. Il primario dice poi ad Alberto che dovrà scegliere uno solo tra Helmut e Fausto; quest’ultimo ascolta la loro conversazione e poco dopo pensa di suicidarsi buttandosi da un ponte, ma poi cambia idea. Delia se la prende con sua madre per non aver mai saputo di essere stata adottata da bambina, e si presenta da Alberto baciandolo, ma il collega si stacca dicendo di non poterlo fare. Elvira invece fa di nuovo una scenata di gelosia in ospedale, e il marito la manda via. Poco dopo, la donna, al volante dell'auto del marito, finisce fuori strada.
- Altri interpreti: ?.
- Ascolti: telespettatori 2 781 000 – share 18,8%[4].

## Un lampo nel cuore
1961. Su una panchina sono seduti Cesare e Luisa, la sorella di Alberto, in dolce attesa, che parlano del bambino in arrivo; mentre conversano, a Luisa si rompono le acque e partorisce. Il dottor Corvara  si prende cura di lei.
1968. In seguito ad un incidente automobilistico, la moglie del dottor Mosca muore, lasciando spazio al dolore e a grandi dubbi. L’ispettore Marcello Giraudo inizia a indagare, e scopre che i freni dell’auto erano manomessi, e per questo Mosca viene interrogato; durante il colloquio gli vengono mostrate delle foto, e il dottore individua tra i sindacalisti rivoluzionari il presunto colpevole: si tratta di un uomo che aveva precedentemente aiutato l’amico infermiere Bino ad intimidire Mosca, il quale aveva minacciato di licenziarlo. Nel frattempo, Delia e Cesare sono impegnati a mettere in salvo la piccola Anna, che continua ad avere dei problemi di salute; invece Fausto, feritosi a una mano, viene momentaneamente escluso dall'équipe, e viene sostituito da Helmut. Intanto le condizioni di Luisa, la sorella di Alberto, sono molto critiche, e per questo il fratello decide di operarla con l’aiuto del dottor Corvara. Il pacemaker ideato da Riccardo Tosi viene installato, e Luisa è salva, ma è tenuta sempre sotto controllo. Delia resta sempre in ospedale con Anna, la bambina orfana di cui si sta prendendo cura. L’ispettore le chiede di parlare, e lei si confida con lui riguardo la scoperta di essere stata adottata; Giraudo va via dicendole che, se lei non lascia andare il suo passato, non ci sarà mai spazio per nessuno. Fausto scopre che il nuovo medico tedesco non è laureato. Virginia, la figlia di Cesare, confessa di essere ancora innamorata di Fausto, e quindi decide di interrompere la frequentazione con Helmut, poiché è confusa. Alberto torna a casa da Karen, dove lo attende la lettera del municipio nella quale è annunciata la data del matrimonio; perplesso, Alberto prende suo figlio Carlo in braccio, mentre la compagna lo guarda sorridendo.
- Altri interpreti: ?.
- Ascolti: telespettatori 3 138 000 – share 15,9%[5].

## Errare humanum est
Sette anni prima. Delia ha appena scoperto che Alberto la tradisce e, in preda alla rabbia, prepara le valigie; sua madre la incoraggia a credere in sé stessa, e che nonostante questo lei sarà un grande medico. Delia parte per l’università di Houston.
Oggi. Al funerale della moglie di Mosca, tutti si accingono a porgli le condoglianze; Karen, grande amica della vittima, si mostra molto risentita e sconvolta. Delia scopre che la sua vera madre è viva, e vuole conoscerla. L’ispettore Marcello Giraudo continua ad indagare sulla sospettosa morte di Elvira, e la verità sul conto del primario inizia ad emergere; viene convocato il consiglio tra cui c’è il suocero di Mosca, il quale indignato, dimette Enrico, e cova vendetta nei suoi confronti a causa della tragica perdita della figlia. Nel frattempo, l’operazione volge a buon fine. Giraudo convoca il fotografo chiamato da Corvara per incastrare Mosca, e scopre che sarà lui a ritirare le foto per non essere scoperto. Beatrice Dattilo però fornisce un alibi a Corvara, dicendo che era con lei la sera dell’incidente. Alberto e Karen sono impegnati con i preparativi del matrimonio, anche se il dottore non sembra molto convinto, mentre invece tra Luisa, la sorella di Alberto, e l’ingegnere Riccardo Tosi nasce un legame che cresce ogni giorno di più.
- Altri interpreti: Giancarlo Previati (padre di Elvira).
- Ascolti: telespettatori 2 910 000 – share 18,2%[5].

## Accettare il destino
L'ispettore Giraudo continua a interrogare i membri del personale ospedaliero per far luce sulla morte di Elvira. Corvara, tornato primario, viene spronato da Beatrice e lui le chiede di stare al suo fianco sostenendolo nel consiglio. Per una difficile operazione il primario esclude Fausto preferendogli Helmut, e poco dopo i due vengono alle mani venendo separati da Virginia. Corvara ha difficoltà con il pacemaker e lo fa presente ad Alberto. Luisa viene dimessa e torna a casa di Alberto; la cosa non fa piacere a Karen ora che il matrimonio si avvicina. Delia e Alberto si baciano di nuovo: la dottoressa è ancora scossa dalla scoperta di essere stata adottata e si è distaccata dalla madre. Mosca e Agata vengono convocati da Giraudo e, dopo aver ascoltato una loro conversazione, l'ispettore decide di arrestare l'ex primario per l'omicidio della moglie.
- Altri interpreti: ?.
- Ascolti: telespettatori 3 097 000 – share 16%[6].

## Un fischio nella notte
Karen non sopporta la presenza di Luisa in casa e lo fa presente ad Alberto, il quale cerca di prendere tempo. Corvara propone al suocero di Mosca di farsi affiancare da Beatrice Dattilo nel consiglio, ma questo non pare molto propenso. Helmut e Fausto si chiariscono, e il tedesco racconta di come sia scappato dalla Germania e di come sia morta la sua fidanzata proprio durante la fuga. L'ingegner Tosi riesce a fare delle modifiche al pacemaker e Corvara gli chiede di lavorare per lui. Agata inizia ad avere dei sospetti su Bino riguardo alla strana morte della moglie di Mosca, e anche l'ispettore Giraudo indaga su di lui; Bino, incalzato da Agata, ammette di essere coinvolto ma le chiede di non farne parola con nessuno. Giraudo affronta a muso duro Alberto chiedendogli di lasciare andare Delia ora che lui deve sposarsi; nello stesso momento, quest'ultima si presenta a casa di Corvara chiedendogli di adottare insieme la piccola Anna, ma rimane sorpresa quando vede Beatrice.
- Altri interpreti: Giancarlo Previati (padre di Elvira).
- Ascolti: telespettatori 2 717 000 – share 17,4%[6].

## Il futuro non esiste che al presente
10 mesi prima. Ferruccio raggiunge Serenella su una panchina in un parco dopo che lei ha perso il bambino. I due litigano e Ferruccio si allontana.
Oggi. Beatrice prende la decisione di lasciare Cesare, perché secondo lei è ancora innamorato di Delia; per questo l'uomo viene rimproverato anche dalla figlia. Luisa e Karen sembra stiano riallacciando i rapporti, e quest'ultima le concede di prendere in braccio suo figlio Carlo; nel frattempo Luisa si lega sempre di più a Riccardo Tosi. Una coppia ha intenzione di adottare la piccola Anna, ma desiste quando scopre che è gravemente malata di cuore. Serenella sta pensando di adottarla, e trova la disponibilità del radiologo Andrea Foschini con il quale si sta frequentando. Bino, arrestato per la morte di Elvira, viene interrogato da Giraudo, al quale spiega di aver manomesso i freni dell'auto di Mosca solo per spaventarlo e non con l'intenzione di ucciderlo. Mosca dice ad Agata di amarla sempre di più, anche se è disperato perché ha perso tutto, ed anche lei dice di amarlo aggiungendo che non conta per lei il fatto che sia o non sia un medico affermato. Il suocero di Mosca gli vieta di prendere le cose delle figlie dalla sua vecchia casa, dato che questo non gli permetterà di ricongiungersi con loro, e poi lo avverte di essere pronto a pagare anche un giudice se lui deciderà di portarlo in tribunale. Alberto decide di escludere Fausto e di tenere Helmut, il quale però rifiuta il ruolo svelando di non essere ancora un medico; al ragazzo tedesco viene quindi chiesto di lasciare subito l'ospedale, e prima di andarsene, lui dà un ultimo bacio a Virginia. Cesare ricuce con Beatrice dichiarandole tutto il suo amore. Karen passa una serata con un suo vecchio collega steward, il quale sotto casa la bacia dicendole che la aspetterà; poco dopo Luisa le fa capire di averla vista dalla finestra. Delia intanto fa pace con la madre, e continua a frequentare l’ispettore Marcello Giraudo, con il quale una sera fa l'amore. La piccola Anna si accinge ad essere operata dal dottor Ferraris, ma una mattina viene rapita dal reparto.
- Altri interpreti: Giancarlo Previati (padre di Elvira), Thomas Santu (collega steward di Karen).
- Ascolti: telespettatori 3 045 000 – share 15%[7].

## Niente è impossibile
23 dicembre 1962. Manca poco a Natale e Delia e Alberto parlano dei regali da fare.
Giraudo inizialmente sospetta che la piccola Anna possa essere stata rapita dal suo vero padre, tale Greppi, ma non è la pista giusta. Mosca impietosisce Agata con la storia dell'ex suocero che vuole togliergli la casa e le figlie. Bonomo convince Corvara a far rientrare Mosca perché l'ospedale avrebbe bisogno di lui, e il primario ne parla con Beatrice. Tosi dice a Delia di essere pronto con il pacemaker per Anna. Karen allontana Alberto, dato che è focalizzato solo sul lavoro; arrivato in anticipo in ospedale, il chirurgo sorprende Delia abbracciare Giraudo e ci rimane male. Corvara si presenta a casa di Mosca e gli propone di tornare a lavorare con lui come chirurgo semplice riconoscendo le sue qualità, ma gli impone di devolvere metà stipendio all'ospedale come risarcimento. Poco dopo il primario si trova a dover soccorrere un uomo rimasto ferito in un incidente, ma nel sollevarlo ha un malore. Helmut si scusa ancora con Ferraris per avergli mentito, ma il superiore decide di reintegrarlo imponendogli di iscriversi all'Università di Torino per dare la tesi. Bonomo, convinto che possa essere stata Serenella a rapire Anna, aiutato da Foschini, si mette sulle sue tracce e la trova al parco: la ragazza voleva solo fare un giro con la bambina per farle prendere un po' d'aria; l'anestesista la chiama "tesoro", convincendola a tornare in ospedale. Delia rimprovera duramente la Rinaldi, mentre Anna viene subito preparata per essere operata. Corvara, da una cabina telefonica, chiama l'ospedale chiedendo ad Alberto di preparare la sala operatoria non specificando per chi, e il collega gli risponde che sta per operare la bambina; il primario sceglie così di non insistere per non togliere il posto alla piccola e, prima di salutarlo per l'ultima volta, dice al collega di non aver rinunciato a Delia per il primo che capita, dopodiché sale in auto, accasciandosi. Mosca si presenta in ospedale per accettare la proposta, e viene ricevuto da Beatrice, dato che Corvara non è ancora rientrato; il padre di Elvira non la prende affatto bene, ma non può fare nulla perché gli altri membri del consiglio sono d'accordo con la Dattilo. Nel frattempo, il dottor Ferraris e la sua équipe riescono a salvare Anna. Presi dall'euforia del momento, Delia e Alberto si lasciano andare e vengono visti dall'ispettore Giraudo; la dottoressa lo ferma e gli dice che ama Alberto e che lo amerà per sempre. Bonomo chiede a Serenella di sposarlo, così da avere la possibilità di adottare Anna, e la ragazza gli risponde positivamente. Delia decide di tornare in America con il primo volo per dimenticare Alberto, dato che non riesce più a vederlo tutti i giorni. Karen affronta Alberto chiedendogli se potranno mai essere felici, ma lui le risponde di non amarla. Il professor Corvara viene trovato svenuto in auto e viene trasportato subito in ospedale. Intanto Alberto raggiunge Delia all'aeroporto di Caselle e la ferma mentre si sta imbarcando, pregandola di non partire; lei sembra essersi convinta e i due si baciano.
- Altri interpreti: Giancarlo Previati (padre di Elvira).
- Ascolti: telespettatori 2 916 000 – share 17,4%[7].